# Estupor y temblores
Estupor y temblores es la octava novela de Amélie Nothomb, publicada en 1999 en la editorial de Albin Michel. Esta novela expone el sistema japonés en el mundo del trabajo, que consiste en reclamar la perfección de los empleados. 
Fue reconocida con el Gran Premio de Novela de la Academia Francesa en 1999 ex æquo con Anielka de François Taillandier.

## Resumen
Amélie, originaria de Bélgica y que vivió su infancia en Japón, siempre admiró el refinamiento y el arte de vivir de este país. A la edad adulta, vuelve allí con un contrato de intérprete en el seno de la prestigiosa compañía Yumimoto, con el fin de trabajar y vivir allí como japonesa.
La joven se topa con un sistema rígido al cual le cuesta adaptarse y encadena un error tras otro. Bajo las órdenes de la bella señorita Fubuki Mori, ella misma bajo las órdenes de Señor Saito, que está bajo las órdenes de señor Omochi a las órdenes de señor Haneda: la joven "Amélie-san" está a las órdenes de todo el mundo. Ésta es la historia de un decaimiento cruel e injusto: Amélie baja los escalones de la jerarquía de la sociedad. Se niega, sin embargo, a dimitir para guardar su honor (noción fundamental de la cultura japonesa).

## Adaptación
- El libro ha sido objeto de una adaptación cinematográfica por Alain Corneau en la que el personaje de Amélie Nothomb está representado por la actriz Sylvie Testud. Fubuki es Kaori Tsuji.

- Una adaptación al teatral (representada en el teatro de Petit Hébértot) desde el 26 de agosto hasta el 26 de octubre de 2011. En la adaptación teatral, la actriz Layla Messitane tiene el papel principal.

## Traducciones
- Traducción de Lil Sclavo, publicada en 2003. Premio Juan Rulfo de Traducción, organizado por Radio Francia Internacional.[1]
- Traducción de Sergi Pàmies, publicada por Anagrama en 2004. Gran Premio de Novela de la Academia Francesa.[2]